# Anocha Suwichakornpong
Anocha Suwichakornpong (tailandés: อโนชา สุวิชากรพงศ์, 1976) es una directora de cine independiente, productora y guionista tailandesa.

## Datos biográficos
Anocha Suwichakornpong nació en Tailandia en 1976. Residió durante la década de 1990 en Inglaterra, donde fue a la Universidad obteniendo el grado de licenciatura y maestría. En 2006, se graduó en el programa MFA de cine (MFA film program) en la Universidad de Columbia, como asociada de la Hollywood Foreign Press Association.  Asistió al Campus de Excelencia del Festival Internacional de Cine de Berlín en 2006, donde su guion The White Room fue seleccionado para realizar prácticas.
Su cortometraje Graceland fue seleccionado para la edición 59 de 2006 del Festival de Cannes, siendo el primer corto tailandés seleccionado en Cannes.  También se presentó en el Festival de Cine de Sundance de 2007 y otros festivales.
Es cofundadora, en 2006, de la productora Electric Eel Films' con sede en Bangkok.

### Jao nok krajok -Historia Mundana
Historia Mundana (en tailandés: เจ้านกกระจอก), es un largometraje de 2009. Anocha Suwichakornpon es la guionista, coproductora y directora del film. La película trata sobre la relación entre Ake, un joven paralizado de cintura para abajo causado por un accidente, Pun, el enfermero que le cuida, y el padre de Ake. El contacto físico con el fisioterapeuta hace replantearse sus deseos físicos. Se estrenó el 10 de octubre de 2009 en el Festival Internacional de Cine de Pusan (Pusan International Film Festival) de Corea del Sur. En Tailandia recibió la calificación más restrictiva para su exhibición ya que aparece una escena de desnudez y masturbación masculina frontal completa.
Mundane History ganó el premio Tiger (Tiger Award) en el International Film Festival Rotterdam de 2010.

### Dao khanong -Para cuando oscurece
En 2010, Anocha comenzó la planificación de su segundo largometraje Dao Khanong (Para cuando oscurece -By the Time It Gets Dark), cuyo guion ganó el premio Film Grant de 15000 euros concedido por CineMart del Festival Internacional de Cine de Róterdam. La película narra la peripecia de una joven directora de cine y su protagonista, una estudiante de los años 70 revolucionaria. Una camarera que cambia constantemente de empleo da continuidad a la película. Un famoso actor y una actriz jóvenes y modernos simbolizan el tiempo y el espacio presentes -psicodelia y lujo kitsch frente al pasado envuelto en una naturaleza sonora tailadensa al estilo del director tailandés Apichatpong Weerasethakul. La película se envuelve en sí misma poniendo en cuestión la difícil relación del pasado con el presente y la dificultad de apresarlo así como la contradictoria vida interior de los personajes, todo con el omnipresente fondo sociopolítico trágico de Tailandia. Según el productor es una película sobre la construcción de una película, un work in progress. Se presentó en la sección Punto de encuentro de la Semana Internacional de Cine de Valladolid de 2016.

## Filmografía
- 2001 - 747 (cortometraje)
- 2002 - Days Like This (cortometraje)
- 2003 - Full Moon (cortometraje)
- 2004 - Not a New York Story (cortometraje)
- 2005 - Ghosts (cortometraje)
- 2006 - Graceland (cortometraje)
- 2008 - Like. Real. Love (ดุจ จิต ใจ) (cortometraje)
- 2009 - Jao nok krajok ((เจ้านกกระจอก), (Historia mundana - Mundane History), largometraje, Ganador del Premio 'Tiger 2010' Festival Internacional de Cine de Róterdam.
- 2016 - Dao khanong (Para cuando oscurece - By the Time It Gets Dark) (largometraje)